# Clay Ives
James Ives –conocido como Clay Ives– (Bancroft, Canadá, 5 de septiembre de 1972) es un deportista estadounidense de origen canadiense que compitió en luge en la modalidad doble.
Participó en tres Juegos Olímpicos de Invierno, entre los años 1994 y 2002, obteniendo una medalla de bronce en Salt Lake City 2002, en la prueba doble (junto con Christopher Thorpe), y el octavo lugar en Lillehammer, en la misma prueba.

## Palmarés internacional
| Representando a Estados Unidos |                                 |                   |        |
| Juegos Olímpicos               |                                 |                   |        |
| Año                            | Lugar                           | Medalla           | Prueba |
| 2002                           | Salt Lake City (Estados Unidos) | Medalla de bronce | Doble  |